# Културни елемент
Културни елемент је непрофитна и невладина организација у области културе основана у Београду, 20. децембра 2011. године у циљу промоције уметности и младих уметника, организације културних догађаја, едукације грађана, и документовања културног наслеђа. Оснивач и председник управног одбора је драматург и редитељ Тадија Милетић.

## Активности и пројекти
Културни елемент је покретач и организатор низа акција и пројеката из сфере позоришта, музике, књижевности, сликарства, историјског наслеђа и едукације. Њихове делатности подељене су на области:

## Позориште

### Представе

##### Случајеви
Културни елемент је у копродукцији са Опером и театром Мадленианум 2018 године креирао плесно-драмску представу Случајеви. Настала по мотивима познатог руског писца Данила Хармса, а у режији и драматизацији Тадије Милетића ова представа, по много чему је јединствена, пре свега у идеји, истражујући нове и другачије облике сценског стваралаштва и неконвенционалне позоришне форме. Представа је подељена на две стране, леву и десну, плесну и драмску, и публика је на самом почетку бирала коју страну жели да гледа, при чему је доживљај дела у зависности од избора био различит. Да би се у потпуности схватило и сагледало дело било је потребно пратити радњу и једне друге стране.
Случајеви комбинују низ позоришних мотива. Глумачку игру дуодраме у којој се налази окосница радње. Кореодрамски плес који преноси допуну, разјашњење и унапређење драмског текста који чујемо, а истовремено и уноси сопствену засебну тематику која је равноправна драмском делу. Потом је ту и музичко-оперски аспект који целокупну слику допуњава и унапређује. У свему томе имамо и елементе позоришта сенки као и додатних модерних аудио-визуелних сценских решења, која финално све аспекте обједињује у једну велику слику, једну сцену и једну причу. Целокупно идејно решење представе произилази из живота и дела Данила Хармса, чији су Случајеви били посебна и трајна инспирација за настанак оваквог модерног концепта представе.

##### Кристална ноћ
У Музеју бањичког логора, 9. новембра 2018.  Културни елемент је одржао концерт – представу Кристална ноћ, поводом 80 година од погрома јевреја у Немачкој. У реконструисаном амбијенту логорашке собе Музеја бањичког логора, ансамбл Квинтесенца извео је Клавирски квинтет у г-молу Дмитрија Шостаковича, док је одломке из књиге “Писма стрељаних” читао глумац Никола Штрбац. Немачког официра тумачио је Бранко Жујковић

#### Портрети композитора
Циклус концерата-представа у којима се представљају животи и стваралаштво најзначајнијих композитора класичне музике. До сада су у оквиру овог циклуса реализовани пројекти: Quod Fatum - Чајковски и Надежда Фон Мек, Амадеус и Шопен и Жорж Санд.

### Перформанси
Користећи перформанс као медиј Културни елемент покушава да укаже на значај уметности и да учествује у актуелизацији одређених историјских тема. Најзначајнији пеформанси су:

##### Буђење
Буђење културе је први велики пројекат Културног елемента који је своју премијеру имао 2013. године у Кнез Михаиловој улици. Тада се пред београдском публиком представио велики број уметника, чланова Културног елемента који су у музичко-плесном перформансу извели композицију Тадије Милетића Буђење. Поновно извођење композиције Буђење уследило је 2015. године када су чланови Културног елемента отворили 40. Фестивал монодраме и пантомиме пројектом Буђење фестивала.

##### Plaisir d'amour
Plaisir d'amour је перформанс креиран за 56. Октобарски салон. Ауторски тим кореограф Марина Милетић, композитор Иван Плазачић и редитељ Тадија Милетић осмислили су музичко-плесно дело посвећено главној идеји Октобарског салона и истоименој песми Жан-Пол Егид Мартинија Љубавни занос.

##### Штуке су долетеле у зору
Штуке су долетеле у зору је перформанс којим је Културни елемент затворио једну од највећих изложби Музеја града Београда у сезони 2016/2017. Пројекат је посебно креиран у духу идеје изложбе Београдско Сајмиште - повратак у будућност.

##### Тренутак у времену
Тренутак у времену је флеш моб који је Културни елемент извео пред Нову годину у Хипер маркету Меркатор. Снимак овог флеш моба на званичној страници Меркатора видело је преко 1000000 људи.

##### Црвени октобар
Поводом 100-годишњице Октобарске револуције Културни елемент је 2017. у Музеју града Београда извео музичко-сценски перформанс Црвени октобар. Дело се бави питањима револуције, система и равнодушности маса у актуелном тренутку.

## Музика

#### Музички сводови Београда
У циљу популаризације класичне музике Културни елемент је 2015. године покренуо серијал јединствених концерата под називом Музички сводови Београда у сарадњи са Музејом града Београда. Структура концерата најчешће почива на синтези музике, књижевности, глуме, плеса и визуелних уметности и дешавају се у скоро свим објектима Музеја града Београда.

#### Сарадња са Народним музејом
На позив Народног музеја Културни елемент је стални сарадник у реализовању летњих концерата у оквиру манифестације Музеј у срцу града. Први концерт је реализован у јулу 2016. године.

#### ЕдицијаПобедници
Серија концерата у којој Културни елемент представља и презентује победнике Међународног такмичења соло певача Лазар Јовановић. Концерти се одржавају у најзначајнијим концертним дворанама у Београду.

#### Опера Боеми
У сарадњи са ансамблом Опера Паноника, који окупља солисте из Хрватске, Велике Британије и Србије, Културни елемент је организовао концертно извођење опере Боеми Ђакома Пучинија. Дело је изведено 9. децембра 2018 у Галерији Полет.

## Едукација

#### Међународно такмичење соло певачаЛазар Јовановић
Међународно такмичење соло певача „Лазар Јовановић” је годишње оперско такмичење које се одржава у Београду на Коларчевој задужбини. Једно је од најзначајнијих  и највећих оперских такмичења у Србији и овом делу Европе. На њему се такмиче соло певачи свих узраста који могу али и не морају да се образују у оквиру званичног система музичког образовања, и сваке године дочека преко стотину учесника из десетак земаља. Такмичење је међународног карактера и названо је по познатом југословенском оперском певачу Лазару Јовановићу.

#### Опера за почетнике
Опера за почетнике је музичка радионица покренута 2017 године. Радионица се базира на: искуству и раду организације Културни елемент, на систему успеха Џека Кенфилда, на систему Европске мреже за оперску и плесну едукацију младих (РЕСЕО) и на едукативним методама лаког приступа младима организације Менса. Вођа радионице је драматург Тадија Милетић. Прва радионица је одржана у свечаној сали музичке школе Станковић 28. новембра 2017. Архивирано на веб-сајту  (20. јануар 2019)

## Изложбе

#### Очување историјског наслеђа
Изложба "Траг генерација" из 2015. године најзначајнији је допринос Културног елемента очувању традиције и културног наслеђа Србије.Прва изложба одржала се од 25. новембра до 11. јануара 2016 у Конаку Кнегиње Љубице. На тој изложби били су представљени породични предмети Персиде Карађорђевић, Синише Ковачевића, Љиљане Благојевић, Ивана Босиљчића, Николе Рацкова, Весне Шоуц, Предрага Милетића и Оливера Њега.

## Донаторство
Као друштвено одговорна организација Културни елемент је континуирано од свог оснивања имао донаторске активности. Први донаторски пројекат је реализован у сарадњи са БИТЕФ фестивалом на којем је поклоњено преко сто БИТЕФ публикација најзначајнијим институцијама Републике Србије. Затим је две године касније уследио други донаторски пројекат током којег је поклоњен полуконцертни клавир Културном центру у Горњем Милановцу. Трећи, и до сада најзначајнији донаторски пројекат организације, је акција Поклањамо уметност. Акција је први пут одржана у свечаној сали Крсмановићеве куће 26 децембра 2017 године. Поклањамо уметност је годишњи пројекат Културног елемента, којим ова организација жели да истакне и награди талентоване, вредне и способне појединце који су се својим залагањем посебно истакли, а који су тек на почетку својих будућих великих каријера. Награда коју Културни елемент додељује је уметничко дело, али инспирисано успехом самих добитника награде.